# Erebia nicholli
Erebia nicholli är en fjärilsart som beskrevs av Charles Oberthür 1896. Erebia nicholli ingår i släktet Erebia och familjen praktfjärilar. Inga underarter finns listade i Catalogue of Life.